# Didachè
La Didachè ou Didakè (traduit en français Enseignement des douze Apôtres ou Doctrine des Apôtres) est un document du christianisme primitif, écrit quelque part entre le milieu et la fin du Ier siècle (50-90 après J-C), ce qui en ferait un des plus anciens textes chrétiens, situé entre le Nouveau Testament et les écrits des Pères apostoliques. Le manuscrit retrouvé porte le titre de « Doctrine du Seigneur transmise aux nations par les douze apôtres ».
Le mot du grec ancien « Διδαχή » signifie « enseignement » ou « doctrine » en grec de la koinè.

## Historique

### Mention dans les écrits des Pères de l'Église
Des Pères de l'Église (Irénée de Lyon, Clément d'Alexandrie, Origène) y font référence, ainsi qu'Eusèbe de Césarée. Athanase d'Alexandrie en conseillait la lecture en tant que texte non canonique.
L'Église catholique, reconnaissant son orthodoxie, l'a reçue parmi les écrits des Pères apostoliques.

### Un texte retrouvé en 1873
Après avoir disparu pendant des siècles, le texte a été retrouvé en 1873 par le métropolite Philothée Bryennios de Nicomédie, dans un manuscrit grec conservé depuis dans la bibliothèque du Patriarcat grec de Jérusalem, suscitant un regain d'intérêt. L'ouvrage contenait par ailleurs le texte complet de l'Épître de Barnabé et deux épîtres de Clément d'Alexandrie. Le manuscrit a été copié à Jérusalem en 1056 par « Léon, scribe et pécheur ».

### Débats autour de son origine
La datation de la Didachè reste débattue : le document compte différentes couches rédactionnelles dont les parties les plus anciennes remonteraient au tournant entre le Ier et le IIe siècle, les parties plus récentes et la rédaction finale pouvant être bien plus tardives. La formulation des paroles du Christ qu'elle rapporte semble être plus ancienne encore que celle des textes canoniques. Les prescriptions disciplinaires témoignent d'une époque où vivaient les apôtres et où existaient des prophètes itinérants[réf. nécessaire].
- « Malgré cette antiquité vénérable, la Didachè n'a quasiment jamais été confondue avec les Écritures du Nouveau Testament[3] ».

Bien que rédigée en grec, la prégnance du style hébraïque semble indiquer que son auteur est un juif converti.[réf. souhaitée]
Thomas O'Loughlin propose qu'elle soit une sorte de manuel pour les nouveaux convertis, une introduction à la communauté chrétienne, à apprendre partiellement par cœur.
Selon Rose Varteni Chetanian, la référence explicite de la Didachè à l'instauration de l'épiscopat amène à conclure que cette dernière remonterait à l'époque où la hiérarchie commençait à se manifester explicitement (fin du Ier siècle). En outre, toujours selon R. Chetanian, des ressemblances avec l’Évangile de Matthieu suggèrent que ces deux écrits prolongent isolément une tradition juive commune. Certains détails incitent à penser que l'auteur, ou certains auteurs, de la Didachè ne connaissaient pas l’Évangile de Matthieu dans sa forme définitive. L'ouvrage pourrait donc être en partie antérieur aux premières rédactions des évangiles synoptiques.

## Structure
Le texte, à visée catéchétique, comprend quatre parties : 
1. un enseignement moral (ch. 1-6), proposant « deux chemins, l'un de la vie, l'autre de la mort », avec une liste de prescriptions morales ;
2. des prescriptions liturgiques (ch. 7-10)  en particulier sur le baptême et l'eucharistie ;
3. des prescriptions disciplinaires (ch. 11-15), notamment sur l'accueil des prêcheurs itinérants, l'assemblée dominicale, l'élection des évêques et des diacres ;
4. enfin une parénèse eschatologique (ch. 16), appelant à se préparer aux derniers jours.

La Didachè contient ainsi quelques-uns des premières prescriptions sur le rituel du baptême :
7, 1. Pour le baptême, baptisez de cette manière : après avoir dit auparavant tout ce qui précède, baptisez au nom du Père et du Fils et du Saint-Esprit dans de l’eau courante. 2. Si tu n’as pas d’eau courante, baptise dans une autre eau, et si tu ne peux. pas dans de l’eau froide, dans de l’eau chaude. 3. Si tu manques de l’une et de l’autre, verse trois fois de l’eau sur la tête au nom du Père et du Fils et du Saint-Esprit.

## Actualité
Bien que non canonique, la Didachè est fréquemment citée dans les textes de l'Église catholique, par exemple :
- le décret Ad gentes du concile Vatican II sur l'activité missionnaire de l'Église (1965) ;
- la lettre apostolique Orientale Lumen de Jean-Paul II aux évêques, au clergé, et aux fidèles à l'occasion du centenaire de la lettre apostolique Orientalium Dignitas du pape Léon XIII (2 mai 1995) ;
- les Normes fondamentales pour la formation des diacres permanents (1998), publiées par la congrégation pour l'éducation catholique (chapitre II, profil des candidats au diaconat permanent, paragraphe 1 : qualités générales) : « Nous trouvons un écho du rappel de saint Paul en d'autres textes des Pères apostoliques, spécialement dans la Didachè et dans saint Polycarpe. La Didachè exhorte « à choisir les évêques et des diacres dignes du Seigneur, hommes pleins de douceur, détachés de l'argent, véridiques et éprouvés. » »

### Traductions
- Dominique Bertrand (éd.), Les Pères Apostoliques. Texte intégral, Paris, Cerf, coll. « Sagesses chrétiennes », 2001  (ISBN 978-2-204-06872-7).
- Rose Varteni Chétanian (éd.), Doctrine du Seigneur transmise par les douze Apôtres aux nations. Didachè, dans Bernard Pouderon, Jean-Marie Salamito, Vincent Zarini (dir.), Premiers écrits chrétiens, Paris, Gallimard, coll. « Bibliothèque de la Pléiade, no 617 », 2016  (ISBN 9-78-207013486-1), p. 85-94.

### Études
- Pierre Nautin, « La composition de la « Didachê » et son titre », Revue de l'histoire des religions, t. 155, no 2,‎ 1959, p. 191-214. (lire en ligne)
- Jean-Paul Audet (éd.), La Didachè. Instructions des Apôtres, Paris, Gabalda, coll. « Études bibliques », 1958, 512 p.
- Willy Rordorf, André Tuilier (éd.), La Doctrine des douze Apôtres, Paris, Cerf, coll. « Sources chrétiennes, no 248 », 1978, 228 p. - rééd.: Nouvelle édition revue et augmentée, Paris, Cerf, coll. « Sources chrétiennes, no 248 bis », 1998, 262 p. - Recension par Jean-Claude Larchet, dans « Orthodoxie », 2005.
- (en) Thomas O'Loughlin, The Didache. A Window on the Earliest Christians, Grand Rapids MI, Baker Academic, 2010  (ISBN 978-0-8010-4539-4), xvii, 185 p.